# Karlsborg
Karlsborg este un oraș în Suedia.

## Demografie
| \| Evoluția demografică a zonei urbane Karlsborg, 1970–2015 \| Evoluția demografică a zonei urbane Karlsborg, 1970–2015 \| Evoluția demografică a zonei urbane Karlsborg, 1970–2015 \| Evoluția demografică a zonei urbane Karlsborg, 1970–2015 \| Evoluția demografică a zonei urbane Karlsborg, 1970–2015 \| \| --------------------------------------------------------------------------------------- \| -------------------------------------------------------- \| -------------------------------------------------------- \| -------------------------------------------------------- \| -------------------------------------------------------- \| \| An \| \| \| Locuitori \| \| \| 1970 \| 1970 \| \| 4.026 \| 4.026 \| \| 1975 \| 1975 \| \| 4.332 \| 4.332 \| \| 1980 \| 1980 \| \| 4.310 \| 4.310 \| \| 1990 \| 1990 \| \| 4.204 \| 4.204 \| \| 1995 \| 1995 \| \| 3.941 \| 3.941 \| \| 2000 \| 2000 \| \| 3.693 \| 3.693 \| \| 2005 \| 2005 \| \| 3.574 \| 3.574 \| \| 2010 \| 2010 \| \| 3.551 \| 3.551 \| \| 2015 \| 2015 \| \| 3.624 \| 3.624 \| \| Sursa: SCB - Statistika Centralbyrån, Folkmängden per tätort. Vart femte år 1960 - 2016 \| \| \| \| \| |      |  |           |       |
| Evoluția demografică a zonei urbane Karlsborg, 1970–2015 |      |  |           |       |
| An |      |  | Locuitori |       |
| 1970 | 1970 |  | 4.026     | 4.026 |
| 1975 | 1975 |  | 4.332     | 4.332 |
| 1980 | 1980 |  | 4.310     | 4.310 |
| 1990 | 1990 |  | 4.204     | 4.204 |
| 1995 | 1995 |  | 3.941     | 3.941 |
| 2000 | 2000 |  | 3.693     | 3.693 |
| 2005 | 2005 |  | 3.574     | 3.574 |
| 2010 | 2010 |  | 3.551     | 3.551 |
| 2015 | 2015 |  | 3.624     | 3.624 |
| Sursa: SCB - Statistika Centralbyrån, Folkmängden per tätort. Vart femte år 1960 - 2016 |      |  |           |       |